# Eberhard Friedrich Zais
Eberhard Friedrich Zais (* 26. Juli 1801 in Lombach, Oberamt Freudenstadt; † 26. Mai 1888 in Cannstatt) war ein württembergischer Oberamtmann und Abgeordneter.

## Leben und Werk
Der Sohn eines Pfarrers besuchte die Lateinschule in Güglingen. Von 1815 bis 1818 machte er eine Ausbildung zum Schreiber bei der Amtsschreiberei Fellbach. Von 1818 bis 1821 war er Gehilfe bei der Zentralstadtschreiberei Tübingen. Zwischen 1820 und 1824 studierte er Regiminal- und Kameralwissenschaften an der Universität Tübingen. 1824 und 1826 legte er die höheren Dienstprüfungen ab. Seine berufliche Laufbahn begann er 1826 als Oberamtsaktuar beim Oberamt Blaubeuren. 1830 bis 1839 war er Oberamtspfleger in Blaubeuren und 1839 bis 1842 Kanzleiassistent und Assessor bei der Regierung des Donaukreises in Ulm. Von 1842 bis 1852 leitete er als Oberamtmann das Oberamt Weinsberg. 1852 versetzte man Eberhard Friedrich Zais wegen „schuldhafterweise gegebenen groben Ärgernisses“ als Oberamtmann an das Oberamt Spaichingen. 1860 bis 1869 war die Leitung des Oberamts Schorndorf seine letzte berufliche Station, bevor er 1869 in den Ruhestand ging.

## Politik
1838 trat Eberhard Friedrich Zais für den Wahlbezirk Blaubeuren als Nachfolger des verstorbenen Abraham Ott in die zweite Kammer des Württembergischen Landtags ein, er übte das Mandat bis 1844 aus.